# ロザリア・ルボミルスカ
ロザリア（ロザリー）・ルボミルスカ（Rozalia(Rosalie) Lubomirska, 1768年9月16日 - 1794年6月29日）は、ポーランドの貴族女性、公爵夫人。フランス革命・恐怖政治期にパリ滞在中、外国人でありながら粛清に巻き込まれた。

## 生涯
父はジェマイティヤ公領総督を務めた政治家ヤン・ミコワイ・ホトキェヴィチ伯爵、母はヘトマン・文筆家のヴァツワフ・ピョトル・ジェヴスキの娘マリア・ルドヴィカ・ジェヴスカ（1744年 - 1816年）。1787年、キエフ県知事スタニスワフ・ルボミルスキ公爵の次男で、キエフ城代のアレクサンデル・ルボミルスキ公爵と結婚。翌1788年に長女アレクサンドラ・フランチシュカ・ルボミルスカ（1788年 - 1865年）を出産する。長女出産後まもなくヨーロッパ諸国への長期旅行に出発し、ウィーン、ロンドン、ニース、パリを訪れた。パリの貴族社交界では彼女の美貌が持て囃され、多くの男性と浮き名を流した。自由主義者であり、パリ滞在中に勃発したフランス革命には賛同の意を表明した。
1791年、母国ポーランドの4年議会で5月3日憲法の採択など諸改革が進められると、祖国の改革を支持するため帰国した。4年議会の改革が反改革派タルゴヴィツァ連盟とその後援者ロシア軍の勝利によって挫折すると、逮捕令状の出ていた改革派国会議員で友人のタデウシュ・モストフスキを匿い、彼を連れてウィーン～ローザンヌ経由で1792年11月パリに戻った。当初、愛人のザルム＝キルブルク侯フリードリヒ3世の屋敷オテル・ド・サルムに身を寄せたが、プロヴァンス伯を支持する王党派グループに接近し、マリー・アントワネットを王党派の指導者に推すザルム侯と対立したため、1793年4月シャイヨ宮の近くにある邸宅を借りて移った。
シャイヨの彼女の屋敷には、ザルム侯の甥であるタルモン公アントワーヌ＝フィリップやその弟のラ・トレモイユ神父シャルル＝ゴドフロワ（1765年 - 1794年）の兄弟をはじめとする王党派、イギリス政府や亡命王族のスパイが数多く出入りしていた。ラ・トレモイユ神父はロザリーの新しい愛人となった。ロザリーは当局の監視対象となっていたが、逮捕され尋問を受けていたデュ・バリー伯爵夫人の証言に基づき、1793年11月9日逮捕された。ラ・フォルス監獄に収容され2か月を過ごすが、1794年1月金銭取引でより待遇の良いラ・シャペル監獄に移してもらい、5歳の娘アレクサンドラも同行した。知己だったエロー・ド・セシェルに助けを求めるが、エロー自身が反逆罪で逮捕・処刑されたため無駄に終わった。ポーランド政府要人からの働きかけも空しく、2月30日にデュ・バリー夫人の反革命活動の共犯として死刑判決を受ける。ロザリーは時間稼ぎのため妊娠していると嘘の申告をしたが、妊娠の兆候は一向に表れず、6月29日ついにギロチンにかけられた。25歳没。愛人のラ・トレモイユ神父もその2週間前の6月15日に処刑されていた。
死後、ロザリーはポーランドにおいて伝説的な人物となり、オポーレ・ルベルスキェにある婚家の屋敷ルボミルスキ宮殿には、ロザリーの幽霊が出現するという話が語り継がれた。幽霊の目撃者を名乗った者には、19世紀の小説家アドルフ・ディガシンスキなどがいる。

## 引用・脚注
1. 1 2  ブラン、P.310
2. ↑  ブラン、P.311
3. ↑  ブラン、P.313
4. ↑  ブラン、P.314
5. 1 2 3  ブラン、P.315